# الأخلاق المسيحية (كتاب)
الأخلاق المسيحية: تحليل تاريخي ومنهجي لأفكارها السائدة (1967) هو عمل علمي كتبه إسماعيل الفاروقي يقدم فحصًا نقديًا للفكر الأخلاقي المسيحي من المنظورين التاريخي والمنهجي. قام بتأليف هذا الكتاب من منظور إسلامي وهو يحلل تطور المبادئ الأخلاقية المسيحية الأساسية مسلطًا الضوء على ما يعتبره الفاروقي تناقضات لاهوتية وتأثيرات خارجية تبتعد عن تعاليم يسوع الأصلية. اشتهر الكتاب بدعوته إلى إطار أخلاقي عقلاني ومتماسك ويُعتبر مساهمة إسلامية رائدة في الدراسة النقدية للعقيدة والأخلاق المسيحية. وقد حظي الكتاب بمراجعات وانتقادات من علماء المسلمين والمسيحيين على حد سواء مما يعكس أهميته في الأديان المقارنة والحوار بين الأديان.

## خلفية
لقد قام الفاروقي وهو باحث بارز في الدراسات الإسلامية والأديان المقارنة بتطوير الأخلاق المسيحية كجزء من جهوده الأوسع للتعامل بشكل نقدي مع التقاليد الدينية الأخرى من خلال عدسة عقلانية ومنهجية. قام بتأليف الكتاب أثناء فترة وجوده في جامعة ماكجيل حيث تأثر بشخصيات بارزة مثل ويلفريد كانتويل سميث وستانلي برايس فروست. وأكد الفاروقي على العقل باعتباره الأساس للحوار الأكاديمي مؤكدًا أن البحث الأخلاقي يوفر أرضية محايدة لتقييم العقائد الدينية. كان هدفه تقديم نقد شامل للأخلاق المسيحية ووضعها ضمن الخطاب الأوسع للفلسفة الدينية والأخلاقية.
يعتبر هذا العمل بمثابة نقد إسلامي حديث رائد للمسيحية وخاصة تطوراتها اللاهوتية والأخلاقية. إن جوهر حجة الفاروقي هو الادعاء بأن المسيحية انحرفت عن التعاليم الأصلية ليسوع من خلال استيعاب التأثيرات الهلنستية وغيرها من التأثيرات غير السامية والتي اعتبرها تحريفات.

## محتويات
ينقسم الكتاب إلى عدة فصول يتناول كل منها جوانب مختلفة من الأخلاق المسيحية وتطورها عبر التاريخ:

### الخلفية اليهودية
يمهد هذا الفصل الطريق لاستكشاف السياق اليهودي الذي ظهرت فيه تعاليم يسوع. يناقش الفاروقي العنصرية العبرية والظروف السياسية والاجتماعية في زمن يسوع والمعايير الأخلاقية السائدة بين الشعب اليهودي. ويسلط الضوء على كيفية تأثير التركيز اليهودي على خطيئة الإنسان على الفكر المسيحي وخاصة مفهوم الخطيئة الأصلية الذي يزعم أنه تم تطويره في فترة السبي وما بعد السبي. ينتقد الفاروقي هذه التطورات كجزء من نقده الأوسع لـ"النزعة التكفيرية" و"النزعة الخلاصية".

### التعاليم الأخلاقية ليسوع
يتناول الفاروقي التعاليم الأخلاقية التي جاء بها عيسى عليه السلام مع التركيز على كيفية انحرافها عن المعايير اليهودية. يتناول هذا الفصل نهج يسوع في السياسة والقضايا الاجتماعية والأسرة والسلوك الشخصي والاهتمامات الكونية. ويؤكد الفاروقي على تركيز المسيح على النية وراء الأفعال وليس مجرد اتباع الشريعة.

### القانونية المسيحية والاختراق الأخلاقي
يقارن هذا القسم بين تعاليم يسوع والشريعة المسيحية اللاحقة. ينتقد الفاروقي تطور العقيدة المسيحية التي حسب قوله انحرفت بشكل كبير عن رسالة يسوع الأصلية. ويقارن بين أخلاقيات يسوع والتقاليد الصوفية، مسلطاً الضوء على أوجه التشابه والاختلاف.

### إعادة التقييم المسيحي
يستكشف الفاروقي كيف تحولت الأخلاق المسيحية وتكيفت عبر التاريخ وخاصة أثناء الإصلاح وفي المسيحية الحديثة. ويناقش التغييرات في فهم الخطيئة والخلاص ومفهوم صورة الله. يتناول هذا الفصل نقد تطور هذه الأفكار وتأثيرها على الفكر المسيحي. يزعم أن فكرة الخطيئة الأصلية تتناقض بشكل مباشر مع تعاليم يسوع التي تؤكد أن القيمة الأخلاقية هي وظيفة إرادة الذات الواعية وحدها.

### الخطيئة والخلاص
يتناول هذا الفصل مفاهيم الخطيئة البشرية المتأصلة والخلاصية (الإيمان بيسوع كمخلص). يقارن الفاروقي هذه الآراء بالآراء الإسلامية ويدعو إلى اتباع نهج أكثر عقلانية وتماسكًا لفهم الخطيئة والخلاص. ينتقد النظرة المسيحية للخطيئة باعتبارها ظاهرة عالمية وضرورية ويشير إلى أنها كانت تطوراً لاحقاً لم يعلمه يسوع في الأصل. ودعا الفاروقي إلى إصلاح جديد لاستعادة الإيمان الأصلي بيسوع مقترحًا أن الإسلام يمكن أن يكون حليفًا في هذه العملية.

### الديانة الفوقية والاتساق المنطقي
يقدم الفاروقي مفهوم الدين الميتافيزيقي وهو مجموعة من المبادئ لتقييم الأنظمة الدينية. ويؤكد على أهمية الاتساق والترابط المنطقي في الفكر الديني وينتقد المفارقات اللاهوتية المسيحية ويدعو إلى اتباع نهج عقلاني في العقيدة الدينية. يتضمن هذا المفهوم الانفصال عن معتقدات الفرد وتقاليده من أجل فهم معتقدات وأديان الموضوع الذي تتم دراسته بطريقة كامل.

### دور الإبوخة
ويستخدم الفاروقي منهجية الإبوخة أو الانفصال الديني الثقافي والتي تتضمن دراسة الظواهر الدينية دون أفكار مسبقة. ويقوم بدراسة الخلفية اليهودية لتعاليم يسوع ويقارنها بالشريعة اليهودية ويقارن بين الأخلاق الصوفية والمسيحية. ينتقد الكتاب التطورات في العقيدة المسيحية التي حسب الفاروقي تبتعد عن تعاليم المسيح الأصلية. في حين أنه يعتبر الإبوخة أداة ظاهراتية مفيدة لتحقيق الحياد فإنه ينظر إليها كخطوة أولية وليس نهجًا نهائيًا. ويرى أن العلماء ينبغي لهم في نهاية المطاف أن يقوموا بتقييم التقاليد الدينية بدلاً من البقاء في حالة الحياد. وفي هذا السياق يدعو إلى تطبيق أحكام القيمة في الدراسات الدينية مستفيدًا من منهجية مماثلة لمنهج ابن حزم.

## جدول المحتويات
| الأخلاق المسيحية: تحليل تاريخي ومنهجي لأفكارها السائدة |                                                |                               |                               |
| الأقسام الرئيسية والأقسام الفرعية                      |                                                |                               |                               |
| الجزء الأول: ما هي أخلاقيات يسوع?                      |                                                |                               |                               |
| أنا الخلفية اليهودية: الأخلاق اليهودية                 | العنصرية العبرية                               | العنصرية العبرية              | العنصرية العبرية              |
| أنا الخلفية اليهودية: الأخلاق اليهودية                 | الكتاب المقدس العبري كسجل للعنصرية العبرية     |                               |                               |
| أنا الخلفية اليهودية: الأخلاق اليهودية                 | الوضع الأخلاقي السياسي في زمن يسوع             |                               |                               |
| الثاني الاختراق الأخلاقي ليسوع                         | كرد فعل على الأخلاق اليهودية                   | كرد فعل على الأخلاق اليهودية  | كرد فعل على الأخلاق اليهودية  |
| الثاني الاختراق الأخلاقي ليسوع                         | أخلاقيات النوايا                               |                               |                               |
| الثاني الاختراق الأخلاقي ليسوع                         | التصرف النهائي للقانون                         |                               |                               |
| الثاني الاختراق الأخلاقي ليسوع                         | محتوى التحول الذاتي                            |                               |                               |
| ثالثا جدلية الأخلاق الجديدة                            | القيم القديمة والجديدة                         | القيم القديمة والجديدة        | القيم القديمة والجديدة        |
| ثالثا جدلية الأخلاق الجديدة                            | في عالم السياسة                                |                               |                               |
| ثالثا جدلية الأخلاق الجديدة                            | في عالم الاجتماعية                             |                               |                               |
| ثالثا جدلية الأخلاق الجديدة                            | في عالم الأسرة                                 |                               |                               |
| ثالثا جدلية الأخلاق الجديدة                            | في عالم الشخصية                                |                               |                               |
| ثالثا جدلية الأخلاق الجديدة                            | في عالم الكونية                                |                               |                               |
| الرابع الموازي الصوفي                                  | التوازي                                        | التوازي                       | التوازي                       |
| الرابع الموازي الصوفي                                  | تفسيرها                                        |                               |                               |
| الجزء الثاني: تحويل القيمة المسيحية                    |                                                |                               |                               |
| الخامس ما هو الرجل? ال إيماجو داي                      | في المسيحية الهيلينية                          | في المسيحية الهيلينية         | في المسيحية الهيلينية         |
| الخامس ما هو الرجل? ال إيماجو داي                      | في المسيحية قبل الإصلاح                        |                               |                               |
| الخامس ما هو الرجل? ال إيماجو داي                      | في الإصلاح                                     |                               |                               |
| الخامس ما هو الرجل? ال إيماجو داي                      | في المسيحية في العصر الحديث                    |                               |                               |
| السادس ما يجب أن يكون الرجل? الخطيئة والخلاص           | الإنسان مخلوق ساقط: البيكارية                  | الإنسان مخلوق ساقط: البيكارية | الإنسان مخلوق ساقط: البيكارية |
| السادس ما يجب أن يكون الرجل? الخطيئة والخلاص           | الخلفية اليهودية                               |                               |                               |
| السادس ما يجب أن يكون الرجل? الخطيئة والخلاص           | التحويل المسيحي للفكرة اليهودية عن السقوط      |                               |                               |
| السادس ما يجب أن يكون الرجل? الخطيئة والخلاص           | الخطيئة في الإنجيل                             |                               |                               |
| السادس ما يجب أن يكون الرجل? الخطيئة والخلاص           | الخطيئة في تعليم بولس                          |                               |                               |
| السادس ما يجب أن يكون الرجل? الخطيئة والخلاص           | الخطيئة في تعليم الآباء الرسوليين              |                               |                               |
| السادس ما يجب أن يكون الرجل? الخطيئة والخلاص           | الخطيئة قبل أوغسطين                            |                               |                               |
| السادس ما يجب أن يكون الرجل? الخطيئة والخلاص           | أوغسطين: نموذج البيكارية                       |                               |                               |
| السادس ما يجب أن يكون الرجل? الخطيئة والخلاص           | الخطيئة في الإصلاح                             |                               |                               |
| السادس ما يجب أن يكون الرجل? الخطيئة والخلاص           | البيكارية والفكر المسيحي المعاصر               |                               |                               |
| السادس ما يجب أن يكون الرجل? الخطيئة والخلاص           | الإنسان يتصالح: المنقذ                         |                               |                               |
| السادس ما يجب أن يكون الرجل? الخطيئة والخلاص           | المسيحية هي دين الفداء                         |                               |                               |
| السادس ما يجب أن يكون الرجل? الخطيئة والخلاص           | طبيعة الخلاص المخلص                            |                               |                               |
| السابع ما يجب أن يكون الإنسان? الكنيسة والمجتمع        | المسيحية والمجتمع                              | المسيحية والمجتمع             | المسيحية والمجتمع             |
| السابع ما يجب أن يكون الإنسان? الكنيسة والمجتمع        | في اللاهوت التقليدي                            |                               |                               |
| السابع ما يجب أن يكون الإنسان? الكنيسة والمجتمع        | في اللاهوت الحديث                              |                               |                               |
| السابع ما يجب أن يكون الإنسان? الكنيسة والمجتمع        | حالة وليام تمبل                                |                               |                               |
| السابع ما يجب أن يكون الإنسان? الكنيسة والمجتمع        | حالة كارل بارث                                 |                               |                               |
| السابع ما يجب أن يكون الإنسان? الكنيسة والمجتمع        | في لاهوت المستقبل                              |                               |                               |
| السابع ما يجب أن يكون الإنسان? الكنيسة والمجتمع        | عدم وجود أسس اجتماعية وانقسام وعي الرجل الغربي |                               |                               |
| السابع ما يجب أن يكون الإنسان? الكنيسة والمجتمع        | تحويل القيمة الاجتماعية                        |                               |                               |
| السابع ما يجب أن يكون الإنسان? الكنيسة والمجتمع        | الاجتماعية لرينهولد نيبور                      |                               |                               |
| السابع ما يجب أن يكون الإنسان? الكنيسة والمجتمع        | خاتمة                                          |                               |                               |
| خاتمة                                                  |                                                |                               |                               |
| فهرس الموضوعات                                         |                                                |                               |                               |
| فهرس الاقتباسات الكتابية                               |                                                |                               |                               |
| فهرس المؤلفين وعناوين الكتب                            |                                                |                               |                               |

## المواضيع
يساهم الكتاب في الحوار بين الأديان من خلال تقديم فحص نقدي للمسيحية من منظور إسلامي. وتتمحور تحليلاته حول موضوعات مثل استيعاب الأخلاق والتحول الذاتي والتقييم العقلاني للعقائد الدينية. ينتقد الفاروقي مفهومي " الخطيئة " الاعتقاد بالخطيئة البشرية المتأصلة و"المخلصية" عقيدة يسوع كمخلص ويقارن بينهما وبين المفاهيم الإسلامية للطبيعة البشرية والمساءلة.
إن أحد الجوانب الرئيسية لنقده يستهدف الاعتماد على المفارقة في اللاهوت المسيحي والذي يزعم أنه يقوض الاتساق المنطقي والترابط الأخلاقي. ويؤكد على الحاجة إلى إطار عقلاني في الفكر الديني ويدعو إلى العقائد التي تتوافق مع العقل والوضوح الأخلاقي. ويسلط الفاروقي الضوء أيضًا على تقييم يسوع للشريعة اليهودية مشيرًا إلى أنها كانت بمثابة "قانون للمنفعة" أكثر من كونها نظامًا أخلاقيًا حقيقيًا.
علاوة على ذلك يزعم أن اللاهوت المسيحي قد تشكل من خلال التأثيرات الهلنستية وغيرها من التأثيرات غير السامية مما أدى إلى تشويه تعاليم يسوع الأصلية. ومن خلال هذه الانتقادات يضع الفاروقي الإسلام كنموذج للتوحيد الأخلاقي العقلاني الخالي مما يراه من التناقضات اللاهوتية الموجودة في المسيحية.
النشر والمراجعات
نشر كتاب الأخلاق المسيحية: تحليل تاريخي ومنهجي لأفكارها السائدة في عام 1967 من قبل مطبعة جامعة ماكجيل بدعم من العديد من المؤسسات الأكاديمية والخيرية بما في ذلك مؤسسة روكفلر . يُعد الكتاب نقدًا رائدًا للمسيحية والأخلاق المسيحية من قبل عالم مسلم حديث. وقد إعترف به باعتباره مساهمة جديرة بالملاحظة في مجالات مقارنة الأديان والأخلاق فهو يستكشف التقاطعات والاختلافات بين الفلسفات الأخلاقية الإسلامية والمسيحية.
ومع أن بعض علماء اللاهوت المسيحيين أبدوا تحفظات بشأن استنتاجات الفاروقي إلا أن النقاد أقروا بانخراطه الكامل في المنظورين المسيحي والإسلامي. وأشارت التقييمات المعاصرة إلى أن نهجه العلمي وتحليله النقدي يستحقان اهتمامًا جادًا في الخطاب بين الأديان والأكاديمي.

## روابط خارجية
- الأخلاق المسيحية: تحليل تاريخي ومنهجي للأفكار السائدة فيها (PDF)
- إسماعيل الفاروقي موقع إلكتروني عن حياة وأعمال الدكتور إسماعيل الفاروقي